# Hidròxid de tetrametilamoni
L'hidròxid de tetrametilamoni (amb acrònim nglès TMAH o TMAOH) és una sal d'amoni quaternària amb fórmula molecular N(CH₃)₄+OH-. Es troba habitualment en forma de solucions concentrades en aigua o metanol. TMAH en estat sòlid i les seves solucions aquoses són totes incolores, però poden ser groguenques si són impures. Tot i que el TMAH pràcticament no té olor quan és pur, les mostres sovint tenen una forta olor de peix a causa de la presència de trimetilamina, que és una impuresa comuna. TMAH té diverses aplicacions industrials i de recerca.
El TMAH es troba amb més freqüència com a solució aquosa, en concentracions del ~2-25%, i amb menys freqüència com a solucions en metanol. Aquestes solucions s'identifiquen amb el número CAS 75-59-2. S'han cristal·litzat diversos hidrats com N(CH₃)₄OH·xH₂O. Aquestes sals contenen cations Me₄ N+ i anions hidròxid ben separats (Me és una abreviatura del grup metil). Els grups hidròxid estan units per ponts d'hidrogen a l'aigua de cristal·lització. El TMAH anhidre no s'ha aïllat.
Un dels usos industrials de TMAH és per al gravat anisotròpic de silici. S'utilitza com a dissolvent bàsic en el desenvolupament de fotoresistències àcides en el procés de fotolitografia, i és altament eficaç per eliminar les fotoresistències. TMAH té algunes propietats de catalitzador de transferència de fase. També s'utilitza com a tensioactiu en la síntesi de ferrofluids i per inhibir l'agregació de nanopartícules.

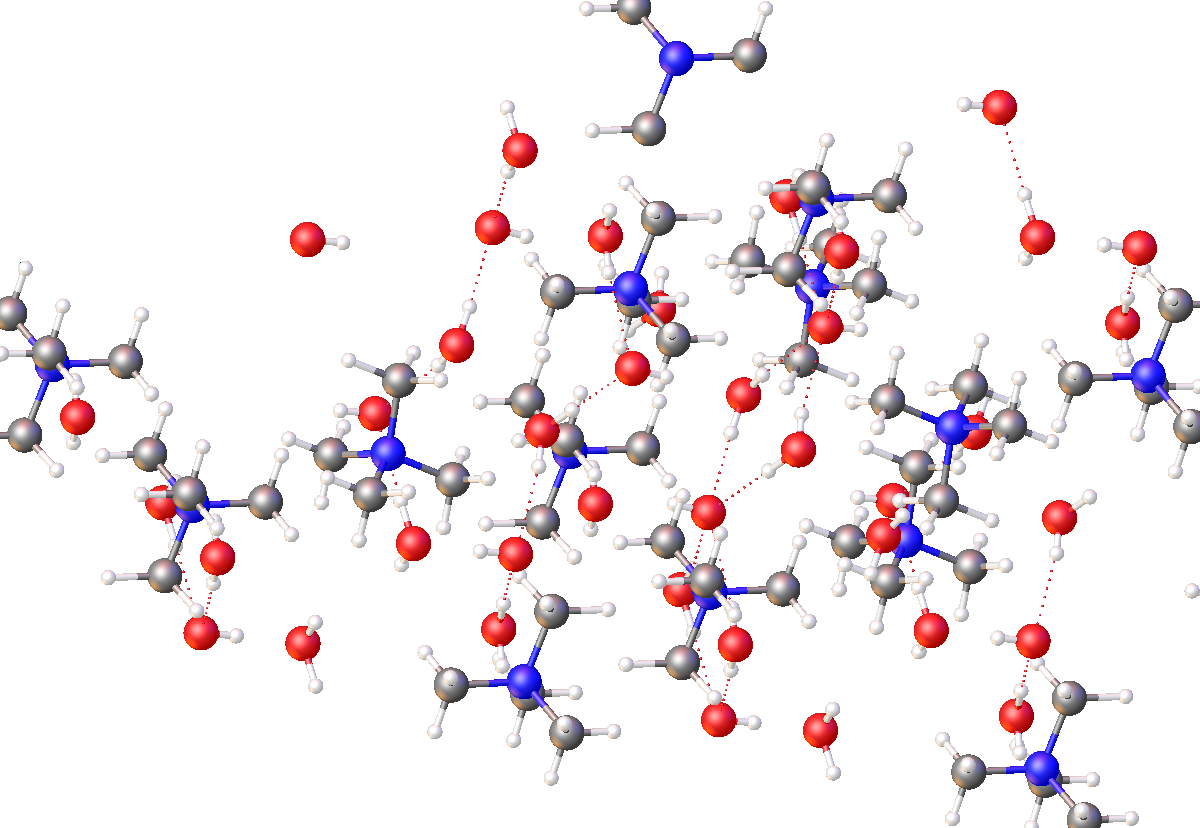
Estructura de Me₄NOH monohidrat.